# Schizo
Gli Schizo sono un gruppo thrash metal/death metal e black metal  di origine siciliana, nato nel 1984.

## Storia

### Le origini
Il gruppo nacque a Catania nel 1984, dall'idea di due amici e compagni di scuola, Alberto Penzin e S.B. Reder, appassionati di gruppi come Venom (il nome della futura band sarà un tributo ad un loro brano), Hellhammer e Discharge. Entrambi chitarristi, Penzin vendette la sua chitarra a Reder acquistando un basso. Come batterista fu scelto Angel Puglisi. Con Penzin alla voce lo stile del gruppo era un crudo thrash metal veloce e diretto, con influenze hardcore punk che lo rendevano molto simile al black metal.
Agli inizi del 1985, però, Penzin fu colto da un'infezione alle corde vocali, che gli impedì di cantare, e così il gruppo ingaggiò come cantante temporaneo M. Rapisarda; dopo alcune prove Puglisi scelse di abbandonare la formazione, e Rapisarda prese il suo posto. Con questa line-up, la band registrò una prima demo autoprodotta intitolata Thrash The Unthrashable - Thrash To Kill!!!.
L'anno successivo Rapisarda lasciò la band, che ingaggiò il nuovo batterista Carlo F., mentre lo stesso Reder prese il suo posto nel ruolo di vocalist. Con questo nuovo assetto la band registrò una seconda demo dal titolo Rehearsal 9-9-1986.

### Il primo album ed il progetto Mondocane
Dopo "Total Schizophrenia" (1986) ed il successivo promo tape "M.F.C." (1989), la band ottenne un contratto con la Crime Records, che propose ai tre di registrare un album. Fu in questa occasione che entrò nella band Ingo, genovese appena fuoriuscito dai Necrodeath.
Nel 1989 la band pubblicò quindi il suo primo album, Main Frame Collapse, al quale doveva contribuire con un cameo anche Chuck Schuldiner dei Death, che dovette rinunciare all'ultimo momento per impegni con la propria band. A tutt'oggi l'album è considerato uno dei più importanti dischi del metal estremo italiano. Sul finire dello stesso anno, tramite Ingo, i membri del gruppo conobbero Peso, batterista dei Necrodeath, con il quale Penzin e Reder diedero vita ad un nuovo progetto, denominato Mondocane. Da quel momento gli Schizo entrarono in un periodo di pausa momentanea per permettere ai membri di concentrarsi sul nuovo lavoro, e nel frattempo il batterista Carlo, dopo alcune date live anche all'estero a cui non prese parte, decise di abbandonare la band per motivi personali.
Nel 1990 i Mondocane pubblicarono il loro primo album, Project One uscito per la Metalmaster. Tuttavia, pur essendo considerato in seguito un "classico del metal italiano di fine anni ’80" (ristampato nel 2013 dalla F.O.A.D. Records), nell'immediato non ebbe il successo sperato e nel 1991 il progetto finì senza un seguito.

### Seconda fase e declino
Riattivati dunque nuovamente gli Schizo, i membri della band ingaggiarono il nuovo batterista Patrizio "Pat" Pappalardo, proveniente dal gruppo crossover thrash D.I.Y., ma nel frattempo Reder, a causa di alcuni screzi con Penzin e Ingo, decise di abbandonare la band, fondando con l'ex batterista Carlo i Dead Schizo nel 1992. Il gruppo trovò velocemente un sostituto ideale in Vittorio Blanco, già chitarrista dei Guru of Darkness, con il quale registrò la demo Wounds in the Clay.
Nel 1994 il gruppo si recò nuovamente in studio, questa volta in Inghilterra, per registrare il MCD Sounds of Coming Darkness; terminate le registrazioni, tuttavia, continui litigi ed incomprensioni tra i membri portarono all'abbandono da parte di Blanco, seguito nel 1995 anche da Ingo e Pat; subito dopo la label scaricò la band. Alberto Penzin, ormai rimasto l'unico membro, provò a mantenere in vita il gruppo, reclutando una nuova formazione composta dal cantante Alex Ielo dei Neurotomy e dal batterista Dario Casabona dei Sinoath, e pubblicando un paio di singoli tra cui l'omonimo mini CD.
Nel 1998, dopo numerosi cambi di formazione, Ielo abbandonò il gruppo, che lo sostituì prima con Andrea Zanetti, poi con Nicola Bavaro, che però lasciò il gruppo per unirsi ai Glacial Fear. Penzin e Casabona, ormai rimasti soli e privi di motivazione, decisero di dedicarsi ad altri progetti, lasciando la band in una lunga fase di stallo, ritrovandosi comunque di tanto in tanto a suonare e a scrivere nuovi pezzi.
Nel 2001 i suoi tentarono poi di riattivare gli Schizo, ingaggiando il vocalist Nicola Accurso, ma l'abbandono del cantante due anni più tardi fermò nuovamente i lavori.

### Il ritorno
Nel 2005, Alberto Penzin e Reder si rincontrarono, e decisero di riprendere le redini della band. Fu richiamato per l'occasione Accurso, e la band, dopo aver ottenuto un contratto con la Scarlet Records, iniziò a lavorare su un nuovo album, denominato Cicatriz Black, che fu pubblicato nel 2007 e al quale parteciparono in veste di ospiti Steve Sylvester, A.C. Wild dei Bulldozer e Flegias dei Necrodeath. Il gruppo partì per una serie di concerti, accompagnata per l'occasione dal chitarrista Alessandro "Azmeroth" Bruno. Sempre nello stesso anno, Penzin e Reder riformarono anche i Mondocane, insieme a Peso ed a Carmelo Orlando dei Novembre, ma poco tempo dopo Alberto Penzin, a causa di profondi contrasti con i suoi compagni ed insanabili divergenze musicali, decise di abbandonare definitivamente gli Schizo, concentrandosi sul suo nuovo progetto denominato CO2.
La band scelse comunque di proseguire con i lavori con la scrittura di nuovi brani; nel 2009 gli Schizo entrarono in studio per registrare un nuovo album, che fu pubblicato nel febbraio del 2010 con il nome di Hallucination Cramps. Durante le registrazioni, il basso fu registrato dal batterista Dario Casabona.
Sempre nel 2010, la band chiama con sé il bassista Giuseppe Tatangelo ed il chitarrista Fabio Monaco, entrambi della band death metal Zora, per le esibizioni dal vivo, che dopo poco tempo vengono nominati membri ufficiali. Entrambi non fanno ormai più parte della formazione.

## Formazione

### Formazione attuale
- Nicola Accurso - voce
- S.B. Reder - chitarra (Mondocane)
- Dario Casabona - batteria (Brisen, Zora, Sinoath, Winged)

### Ex componenti
- Alberto Penzin - basso (Mondocane, CO2)
- Ingo Veleno - voce (Necrodeath)
- Carlo F. - batteria (Mondocane)
- M. Rapisarda - batteria (Tronos)
- Angel Puglisi - batteria (OverKill)
- Vittorio Blanco - chitarra (Guru of Darkness)
- Frank Tudisco - basso (Sinoath, Haunted)
- Nicola Bavaro - voce (Natron, Cruentus, Glacial Fear)
- Alex Ielo - voce (Neurotomy)
- Andrea Zanetti - voce (The Bloodline Propaganda, MonumentuM)
- Fabio Monaco - chitarra (Zora, Resonance Room)
- Tat0 - basso (Glacial Fear, Zora, A Buried Existence, CO2)
- Peppe Simmons - basso (Bunker66 - Fangtooth-Alter Azione-Lich)

## Discografia

### Album in studio
- 1989 - Main Frame Collapse
- 1995 - Sounds of Coming Darkness
- 2007 - Cicatriz Black
- 2010 - Hallucination Cramps
- 2016 - Rotten Spiral

### Demo
- 1985 - Thrash the Unthrashable / Thrash to Kill
- 1986 - Total Schizophrenia
- 1987 - M.F.C.
- 1991 - Wounds (In the Clay)
- 1994 - Promo 2 tracks - Tones of the Absolute / Deify Me
- 1998 - Promo 3 tracks - Song#7 / Faded Shape of Beauty / The Swamp Angel